# Уряд Фінляндії
Уряд Фінляндії (фін. Suomen valtioneuvosto; швед. Finlands statsråd; досл. «Державна рада Фінляндії») — вищий орган виконавчої влади Фінляндії.

## Кабінет міністрів
Склад чинного уряду подано станом на 4 квітня 2024 року
- прем'єр-міністр Петтері Орпо
- міністр фінансів Ріікка Пурра
- міністр європейських справ та управління власністю Андерс Адлеркрейц
- міністр закордонних справ Еліна Валтонен
- міністр зовнішньої торгівлі та розвитку Вілле Тавіо
- міністр юстиції Леена Мері
- міністр внутрішніх справ Марі Рантанен
- міністр оборони Антті Гяккянен
- міністр місцевого та регіонального самоврядування Анна-Кайса Іконен
- міністр освіти Анна-Мая Генрикссон
- міністр науки та культури Сарі Мултала
- міністр молоді, спорту та фізичної культури Сандра Берґквіст
- міністр сільського та лісового господарства Сарі Ессая
- міністр транспорту та зв'язку Лулу Ранне
- міністр зайнятості Арто Сатонен
- міністр економіки Вілле Рідман
- міністр соціальних справ та охорони здоров'я Кайса Юусо
- міністр соціального забезпечення Санні Ґран-Лаасонен
- міністр клімату та навколишнього середовища Кай Мюккянен